# 1955 en Lorraine
Chronologie de la Lorraine
- 1951
- 1952
- 1953
- 1954
- 1955
- 1956
- 1957
- 1958
- 1959

Cette page est une liste d'événements qui se sont produits durant l'année 1955 en Lorraine.

## Événements

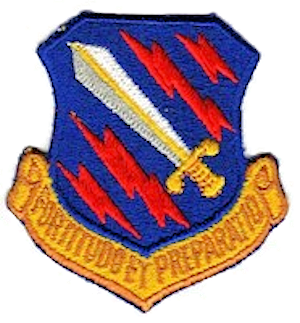
Insigne du 21st Fighter-Bomber Group

- À la suite de la tragédie survenue aux 24 Heures du Mans, le Rallye de Lorraine  est annulé.
- Début de la construction du quartier du Haut-du-Lièvre à Nancy. Le Tilleul argenté, avec une longueur de 300 mètres sera la plus longue barre d'Europe[1].

- 15 avril : déploiement des 3 escadrons du 21st Fighter Bomber Wing (21st FBW), auparavant basé à George Air Force Base en Californie, à Chambley-Bussieres Air Base[2].
- Août 1955 : Astrid Lenard est élue reine de la mirabelle[3]

## Inscriptions ou classement aux titre des monuments historiques
- Abbaye Notre-Dame d'Autrey[4]

## Naissances

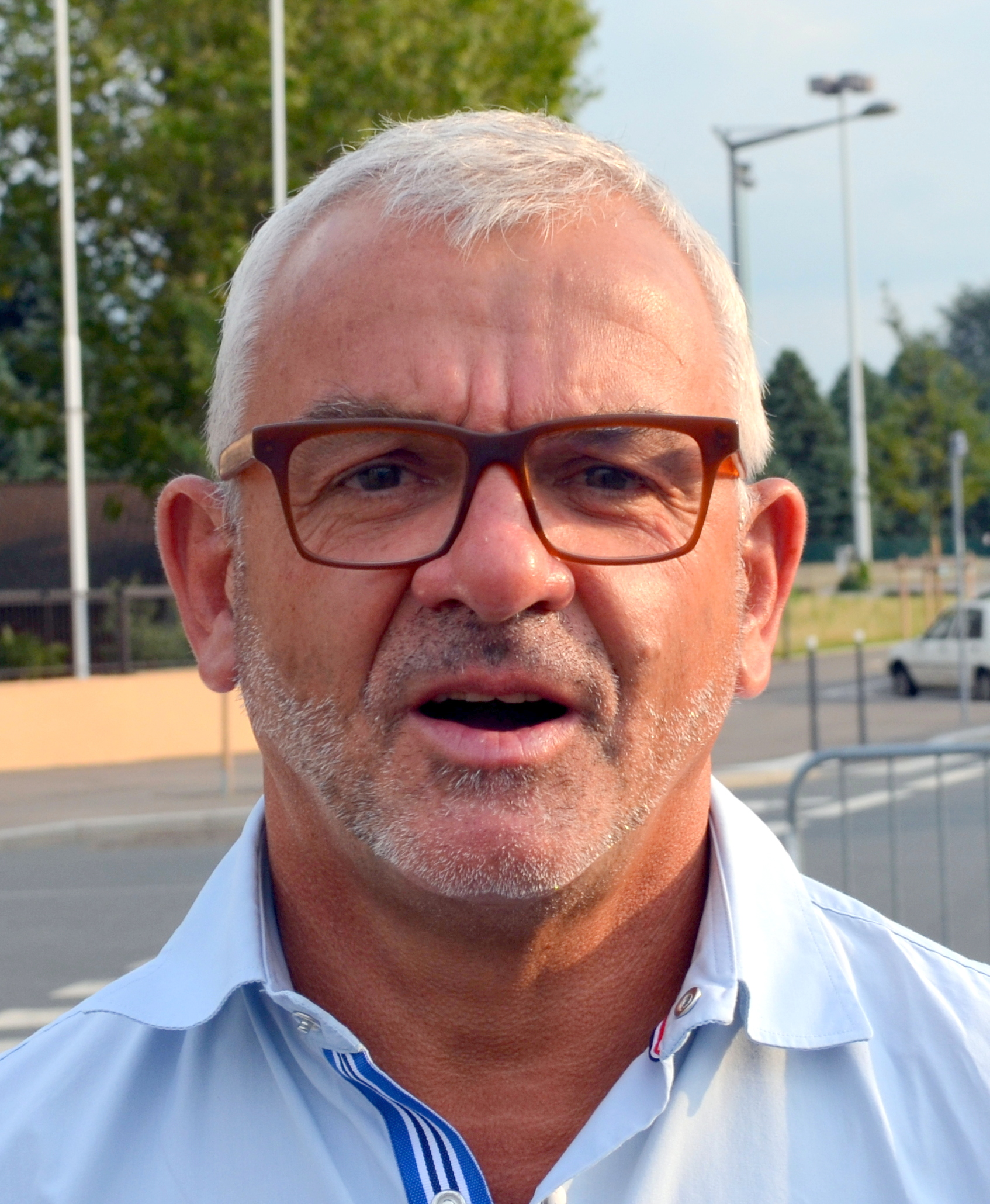
Olivier Rouyer en juillet 2014

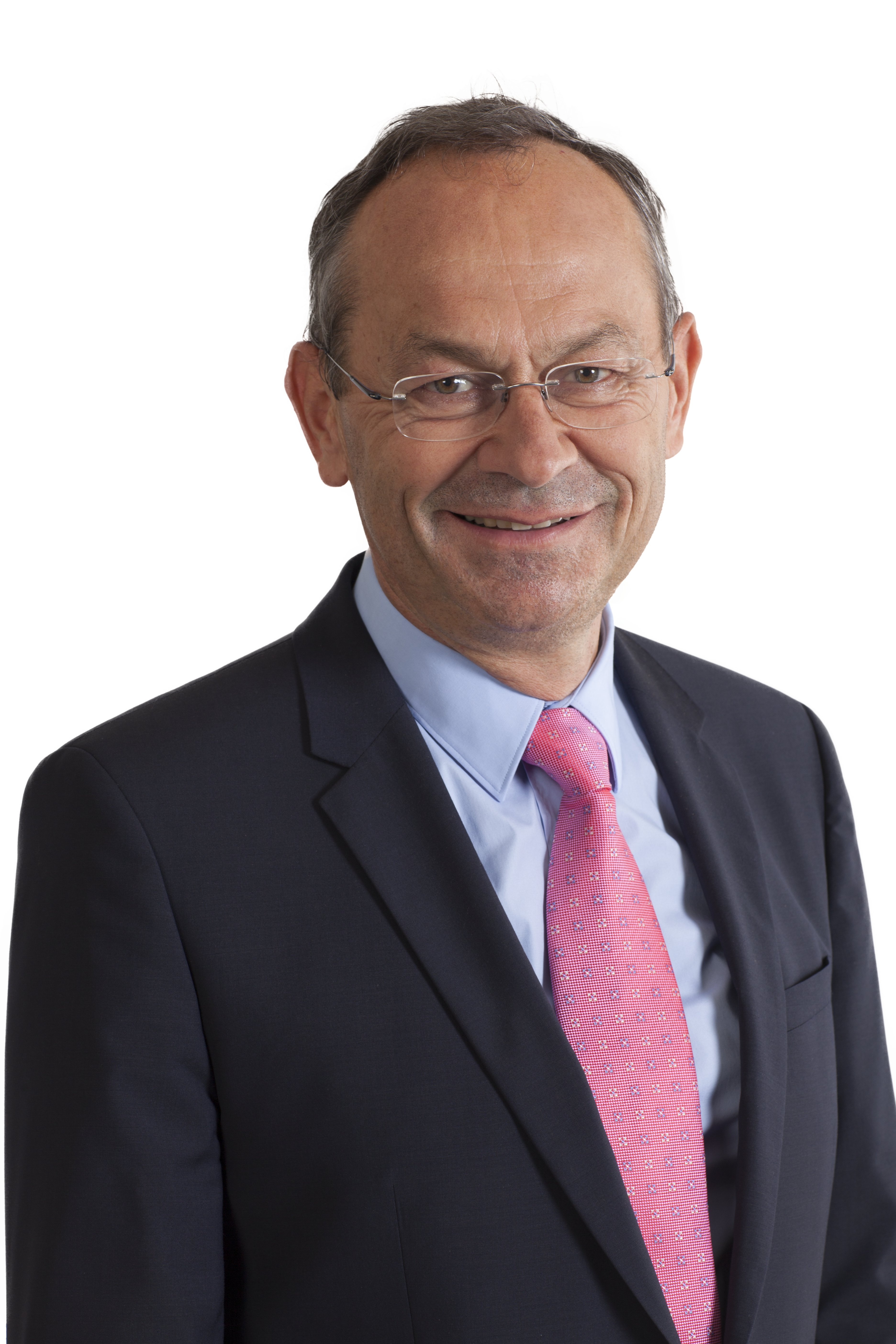
Olivier Francais

- à Metz : Thierry Beauvert, musicologue français, animateur et producteur de radio. Il fut rédacteur en chef du "Monde de la musique" en 1990, directeur de France Musique en 2004 et directeur de la musique de Radio France, en 2005.
- Gisèle Cavali, écrivaine française, né à Moyeuvre[Lequel ?] (Moselle) en 1955.
- Daniel Denise, artiste plasticien français né en 1955 à Nancy[5] .
- 5 janvier à Dombasle : Jean-Yves Haby, entrepreneur et homme politique français, membre du Parti républicain puis de l'Union pour la démocratie française. Il est le fils de René Haby.
- 29 janvier à Basse-Ham : Daniel Laumesfeld,  mort le 9 juin 1991 à Rurange-lès-Thionville, sociolinguiste, poète et musicien français.
- 2 février à Hayange : François Zdun, mort le 2 avril 2019 à Ars-Laquenexy[6], footballeur et entraîneur français.
- 18 février à Nancy : Dominique Delestre [7], entrepreneur, ancien pilote automobile français[8] et propriétaire d'une équipe de course.
- 18 mars à Damelevières : Jean-Michel Moutier, footballeur français .
- 19 mars à Nancy : Gilles Picard, pilote de moto et copilote de rallyes-raids français vainqueur de Dakar en 1998 aux côtés de Jean-Pierre Fontenay et en 2006 associé à Luc Alphand.
- 27 mars à Bouzonville : Michel Paysant[9], plasticien français.
- 15 mai à Villerupt : Pascal Raspollini, footballeur français qui évoluait au poste d'attaquant. Il a joué pour le FC Metz entre 1976 et 1982.
- 25 mai à Cornimont  : Yvon Mougel, biathlète français.

Il est le premier médaillé français aux Championnats du monde en 1981.
- 29 mai à Nancy : Pascal Dusapin est un compositeur de musique contemporaine français.
- 18 juin à Nancy : Julie Arnold, née Christine Arnold, actrice française. Elle s'est notamment fait connaître du grand public par son interprétation de Sophie dans la série télé à succès des années 1980, Marc et Sophie.
- 21 juin à Jœuf : Michel Platini, footballeur international français évoluant au poste de milieu de terrain du début des années 1970 jusqu'en 1987, avant de devenir sélectionneur puis dirigeant sportif.
- 28 juin à Stiring-Wendel : Laurent Kalinowski, homme politique français.
- 1 octobre à Metz : Olivier Français, personnalité politique suisse, membre du Parti libéral-radical.
- 9 octobre à Étain (Meuse) : Jean-Denis Constant, pongiste français devenu initiateur et responsable du programme de détection à la Direction technique nationale de la Fédération française de tennis de table. Il a fait partie des meilleurs joueurs français dans les années 1970 à 1975.
- 28 octobre à Nancy : Véronique Mathieu, femme politique française, membre de Chasse, pêche, nature et traditions (CPNT), puis de l'Union pour un mouvement populaire (UMP), puis des Républicains (LR) (depuis 2015)
- 16 novembre à Nancy : Philippe Stoltz, officier général français.  Il est vice-chef d'état-major du Grand quartier général des puissances alliées en Europe depuis le 1er août 2012[10],[11].
- 1 décembre à Nancy : Olivier Rouyer, footballeur français reconverti en entraîneur. Il est actuellement consultant pour le football.
- 20 décembre à Villerupt : Francis Valéry, écrivain et compositeur français.

## Décès
- 5 septembre à Nancy : Georges Biet, né à Nancy le 4 novembre 1869 , architecte français représentant du style Art nouveau.
- 7 septembre à Gerbéviller : Pierre Mougin, né le 15 mai 1880 à Laxou[12], céramiste français du XXe siècle[13]. Avec son frère Joseph (1876-1961), il forme un tandem de céramistes et sculpteurs connu sous le nom de « Frères Mougin ». Ils ont exercé tous deux leur talent à l'époque de l'Art nouveau et à l'époque Art déco.
- 16 octobre à Mey (Moselle) : Jean-Baptiste Espagne , homme politique français né le 19 février 1795 à Reims (Marne).